# Binger (Oklahoma)
Binger es un pueblo ubicado en el condado de Caddo en el estado estadounidense de Oklahoma. En el año 2010 tenía una población de 672 habitantes y una densidad poblacional de 336 personas por km².

## Geografía
Binger se encuentra ubicado en las coordenadas 35°18′32″N 98°20′28″O / 35.30889, -98.34111 (35.309023, -98.341243).

## Demografía
Según la Oficina del Censo en 2000 los ingresos medios por hogar en la localidad eran de $24,333 y los ingresos medios por familia eran $31,406. Los hombres tenían unos ingresos medios de $31,625 frente a los $19,844 para las mujeres. La renta per cápita para la localidad era de $11,862. Alrededor del 22.3% de la población estaban por debajo del umbral de pobreza.